# Отор
Отор (бел. Отар) — агрогородок в Чечерском районе Гомельской области Белоруссии. Административный центр Оторского сельсовета.

## География

### Расположение
В 5 км на север от Чечерска, 42 км от железнодорожной станции Буда-Кошелёвская (на линии Гомель — Жлобин), 70 км от Гомеля.

### Гидрография
На реке Сож (приток реки Днепр).

## Транспортная сеть
Рядом автодорога Корма — Чечерск. Планировка состоит из почти прямолинейной улицы меридиональной ориентации, параллельно которой расположена короткая улица. Застройка двусторонняя, преимущественно деревянная, усадебного типа.

## История
Согласно письменным источникам известна с XV века как селение в Речицком повете Минского воеводства Великого княжества Литовского. В 1473 году отдана во владение Ф. Глебовичу. 16 марта 1645 года королём Владиславом IV отдана в пожизненное владение Христофору Гоздельскому (бел. Крыштап Гоздзельскі, пол. Krzysztof Goździelski) и его жене Еве «со всеми принадлежащими к ней угодъями». Согласно инвентаря 1704 года — 2 дыма, в 1726 году — 7 дымов, центр Оторского войтовства Чечерского староства. Согласно описи Чечерского староства 1765 года — 21 дым.
После 1-го раздела Речи Посполитой (1772 год) в составе Российской империи. С 1876 года действовал кирпичный завод, с 1880 года — хлебозапасный магазин. Кроме земледелия значительную долю занятий жителей занимала рыбная ловля. Согласно переписи 1897 года действовали школа, мельница, 2 ветряные мельницы. В 1909 году 456 десятин земли, в Чечерской волости Рогачёвского уезда Могилёвской губернии.
С 1921 года работала изба-читальня. В 1926 году почтовый пункт, начальная школа. С 8 декабря 1926 года до 16 июля 1954 года центр Оторского сельсовета Чечерского района Гомельского (до 26 июля 1930 года) округа, с 20 февраля 1938 года Гомельской области. В 1930 году организован колхоз имени А. Г. Червякова, работала ветряная мельница. Во время Великой Отечественной войны на фронтах и в партизанской борьбе погибли 469 человек из деревень колхоза «50 лет БССР», память о них увековечивают курган и 2 стелы с именами павших, установленные в 1975 году в 1,5 км на запад от деревни. Согласно переписи 1959 года центр колхоза «50 лет БССР». Располагаются 9-летняя школа, Дом культуры, библиотека, фельдшерско-акушерский пункт, детский сад, отделение связи, магазин.
Решением Чечерского районного Совета депутатов от 11.06.2009 № 107 из города Чечерск в деревню Отор перенесён административно-территориальный центр Чечерского сельсовета.      

## Население

### Численность
- 2004 год — 137 хозяйств, 382 жителя.

### Динамика
- 1704 год — 2 дыма.
- 1726 год — 7 дымов.
- 1765 год — 21 дым.
- 1897 год — 49 дворов 350 жителей (согласно переписи).
- 1909 год — 67 дворов, 419 жителей.
- 1926 год — 92 двора, 484 жителя.
- 1959 год — 548 жителей (согласно переписи).
- 2004 год — 137 хозяйств, 382 жителя.